# Липовац (Ражањ)
Липовац је насеље у Србији у општини Ражањ у Нишавском округу. Према попису из 2022. било је 211 становника (према попису из 1991. било је 349 становника).

## Демографија
У насељу Липовац живи 250 пунолетних становника, а просечна старост становништва износи 44,5 година (42,9 код мушкараца и 46,0 код жена). У насељу има 72 домаћинства, а просечан број чланова по домаћинству је 4,14.
Ово насеље је великим делом насељено Србима (према попису из 2002. године), а у последња три пописа, примећен је пад у броју становника.
|  |

| Демографија | Демографија | Демографија |
| Година      | Становника  | Становника  |
| ----------- | ----------- | ----------- |
| 1948.       | 382         |             |
| 1953.       | 396         |             |
| 1961.       | 412         |             |
| 1971.       | 380         |             |
| 1981.       | 379         |             |
| 1991.       | 349         | 346         |
| 2002.       | 298         | 314         |

| Етнички састав према попису из 2002.‍ | Етнички састав према попису из 2002.‍ | Етнички састав према попису из 2002.‍ | Етнички састав према попису из 2002.‍ | Етнички састав према попису из 2002.‍ |
| ------------------------------------ | ------------------------------------ | ------------------------------------ | ------------------------------------ | ------------------------------------ |
|                                      |                                      |                                      |                                      |                                      |
| Срби                                 | Срби                                 |                                      | 296                                  | 99,32%                               |
| непознато                            | непознато                            |                                      | 2                                    | 0,67%                                |

| Година пописа     | 1948. | 1953. | 1961. | 1971. | 1981. | 1991. | 2002. |
| ----------------- | ----- | ----- | ----- | ----- | ----- | ----- | ----- |
| Број домаћинстава | 77    | 82    | 84    | 84    | 77    | 78    | 72    |

| Број чланова      | 1 | 2  | 3 | 4  | 5 | 6  | 7 | 8 | 9 | 10 и више | Просек |
| ----------------- | - | -- | - | -- | - | -- | - | - | - | --------- | ------ |
| Број домаћинстава | 6 | 19 | 4 | 12 | 9 | 12 | 7 | 1 | 0 | 2         | 4,14   |

| Пол    | Укупно | Неожењен/Неудата | Ожењен/Удата | Удовац/Удовица | Разведен/Разведена | Непознато |
| ------ | ------ | ---------------- | ------------ | -------------- | ------------------ | --------- |
| Мушки  | 121    | 16               | 93           | 10             | 1                  | 1         |
| Женски | 133    | 9                | 100          | 22             | 1                  | 1         |
| УКУПНО | 254    | 25               | 193          | 32             | 2                  | 2         |

| Пол    | Укупно                    | Пољопривреда, лов и шумарство | Рибарство                            | Вађење руде и камена | Прерађивачка индустрија       |
| ------ | ------------------------- | ----------------------------- | ------------------------------------ | -------------------- | ----------------------------- |
| Мушки  | 76                        | 30                            | 0                                    | 0                    | 14                            |
| Женски | 52                        | 37                            | 0                                    | 0                    | 0                             |
| УКУПНО | 128                       | 67                            | 0                                    | 0                    | 14                            |
| Пол    | Производња и снабдевање   | Грађевинарство                | Трговина                             | Хотели и ресторани   | Саобраћај, складиштење и везе |
| Мушки  | 2                         | 10                            | 7                                    | 0                    | 8                             |
| Женски | 2                         | 0                             | 3                                    | 3                    | 0                             |
| УКУПНО | 4                         | 10                            | 10                                   | 3                    | 8                             |
| Пол    | Финансијско посредовање   | Некретнине                    | Државна управа и одбрана             | Образовање           | Здравствени и социјални рад   |
| Мушки  | 0                         | 0                             | 1                                    | 2                    | 1                             |
| Женски | 0                         | 0                             | 1                                    | 2                    | 3                             |
| УКУПНО | 0                         | 0                             | 2                                    | 4                    | 4                             |
| Пол    | Остале услужне активности | Приватна домаћинства          | Екстериторијалне организације и тела | Непознато            | Непознато                     |
| Мушки  | 0                         | 0                             | 0                                    | 1                    | 1                             |
| Женски | 1                         | 0                             | 0                                    | 0                    | 0                             |
| УКУПНО | 1                         | 0                             | 0                                    | 1                    | 1                             |